# Rezerwat przyrody Jeziorko Czerniakowskie

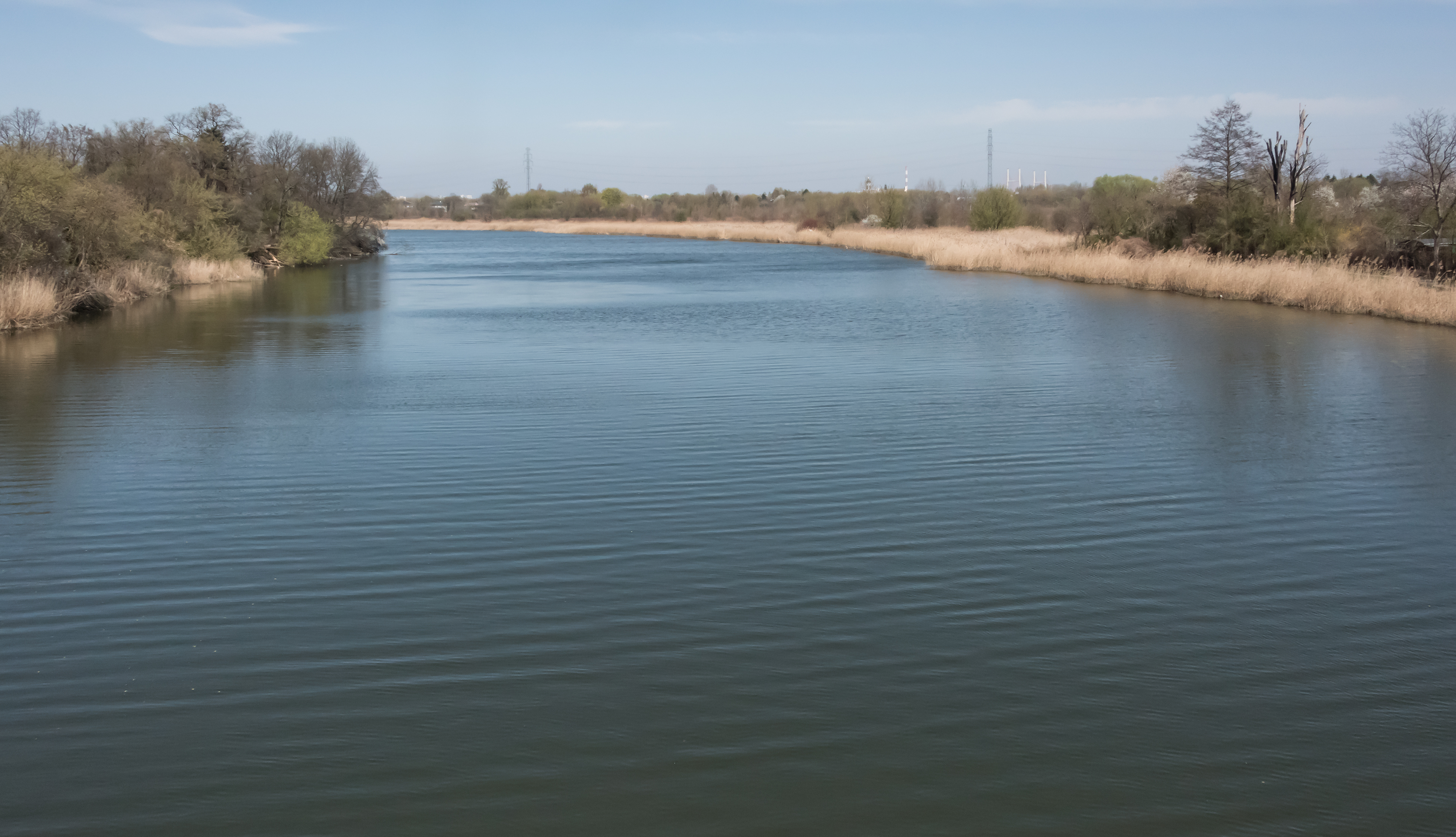
Jeziorko Czerniakowskie, część północna

Rezerwat przyrody Jeziorko Czerniakowskie – wodny rezerwat przyrody położony w dzielnicy Mokotów w Warszawie.

## Opis
Został powołany Zarządzeniem Ministra Ochrony Środowiska i Zasobów Naturalnych z dnia 18 lutego 1987 r. (M.P. z 1987 r. nr 7, poz. 54) na powierzchni 46,83 ha. Obecnie podawana wielkość rezerwatu to 47,6767 ha. Wokół rezerwatu wyznaczono otulinę o powierzchni 185,48 ha. W 2012 przyjęto plan ochrony dla rezerwatu. Według niego obszar rezerwatu jest objęty ochroną czynną i krajobrazową.
Przedmiotem ochrony jest fragment starorzecza Wisły wraz z przyległymi do niego terenami. Jego centralną częścią i zasadniczym przedmiotem ochrony jest Jeziorko Czerniakowskie, od którego pochodzi nazwa rezerwatu. Celem jego utworzenia było zachowanie ze względów ekologicznych i społecznych starorzecza Wisły oraz terenów stanowiących jego otoczenie, z charakterystycznym krajobrazem oraz bogatą florą i fauną, będących cennym elementem środowiska przyrodniczego na terenie Warszawy. W rezerwacie ochroną ścisłą objęty jest grążel żółty (Nuphar luteum L.).
Jeziorko Czerniakowskie ma powierzchnię ok. 19,5 ha. Jest największym naturalnym zbiornikiem wodnym na terenie Warszawy. Ma ok. 1780 m długości i 100–180 m szerokości. Średnia głębokość to 2,5 m, a maksymalna – 3,75 m. Odpływ wód odbywa się krytym kanałem uregulowanym zastawą na ul. Wolickiej.
Jeziorko stanowi fragment Warszawskiego Obszaru Chronionego Krajobrazu (Dz. Urz. Woj. Maz. Nr 42/14.02.2007 r., poz. 870). W 2017 na jego brzegach mieszkało 60 gatunków ptaków, w tym 49 objętych całkowitą ochroną (m.in. bączek zwyczajny i wąsatka znajdujące się w czerwonej księdze gatunków zagrożonych). W wodach żyło 67 gatunków bezkręgowców (m.in. skójki i szczeżuje).
Od wielu lat problemem jest obniżanie się poziomu wody w jeziorze, do czego przyczyniają się m.in. obniżenie się i odsunięcie koryta Wisły oraz budowa wałów przeciwpowodziowych na Łuku Siekierkowskim, naruszenie kierunku spływu wód gruntowych przez system kanalizacyjny osiedla przy ul. Bernardyńskiej, utwardzenie terenu zlewni jeziora zaburzające tempo zasilania wodami opadowymi oraz sąsiedztwo Elektrociepłowni Siekierki. Z badań przeprowadzonych przez naukowców ze Szkoły Głównej Gospodarstwa Wiejskiego wynika, że od lat 60. XX wieku poziom wody w jeziorze obniżył się o ok. 1 metr.

## Kąpielisko
Brzeg południowo-zachodni Jeziorka Czerniakowskiego stanowi ok. 3-metrowa piaszczysta skarpa tarasu zalewowego. Od strony ul. Jeziornej, pod jej numerem 4, urządzono plażę i kąpielisko. Kąpieliskiem wyznaczonym zgodnie z wymogami dyrektywy kąpieliskowej jest ono od 2019, jako jedyne w Warszawie, podczas gdy w latach 2015–2018 miało status miejsca okazjonalnie wykorzystywanego do kąpieli (w ostatnim roku były na jeziorze trzy takie miejsca). Zarządza nim Ośrodek Sportu i Rekreacji m. st. Warszawy w Dzielnicy Mokotów. 
W okresie funkcjonowania miejsc okazjonalnie wykorzystywanych do kąpieli kilkukrotnie woda była nieprzydatna do kąpieli ze względu na zakwit sinicowy.
Zimą kąpielisko jest popularnym miejscem morsowania. 19 stycznia prawosławna parafia św. Sofii Mądrości Bożej organizuje tam również uroczystości święta Jordanu.

## Kontrowersje
24 września 2009 roku władze Warszawy wydały zgodę na budowę 6-piętrowego budynku w otulinie rezerwatu. W ocenie mieszkańców i Komisji Planowania Przestrzennego i Ochrony Środowiska Dzielnicy Mokotów planowana budowa doprowadzi do degradacji Jeziorka Czerniakowskiego. Uważa się także, że stworzenie sztucznego jeziora przez dewelopera może w istotny sposób wpłynąć na stosunki wodne i doprowadzić do osuszenia rezerwatu.